# Acritus werneri
Acritus werneri är en skalbaggsart som beskrevs av Yves Gomy 1981. Acritus werneri ingår i släktet Acritus och familjen stumpbaggar. Inga underarter finns listade i Catalogue of Life.